# Ministère de la Transition énergétique et du Développement durable
Le ministère de la Transition énergétique et du Développement durable est un ministère marocain chargé de mettre en œuvre les stratégies nationales dans les domaines de l'énergie, des mines, de la géologie, des hydrocarbures, de la protection de l’environnement et du développement durable et de renforcer les compétences humaines nécessaires dans ces domaines.
L'actuelle ministre est Leila Benali